# أدولفو أرواخو نيتو
أدولفو أرواخو نيتو (بالبرتغالية: Adolpho Araújo Netto‏) (2 مارس 1984 بساو باولو في البرازيل - ) هو لاعب كرة قدم برازيلي في مركز الهجوم. لعب مع نادي غريميو بارويري وماريليا أتلتيكو ‏ ونادي بوتافوغو اس بي ونادي أوبيرابا الرياضي ونادي سامبايو كوريا وAssociação Esportiva Jataiense ‏ ونادي ريو كلارو فوتيبول ونادي اتلتيكو سوروكابا وClube Atlético Taboão da Serra ‏ وريد بول برازيل وناسيونال ساو باولو.

## وصلات خارجية
- أدولفو أرواخو نيتو على موقع قاعدة بيانات كرة القدم.إي يو (الإنجليزية)
- أدولفو أرواخو نيتو على موقع Soccerway.com (الإنجليزية)